# 鉄人28号 (架空のロボット)
鉄人28号（てつじんにじゅうはちごう）は、日本の漫画家の横山光輝の『鉄人28号』およびその派生作に登場する日本の架空のロボットである。28号なのはB-29が由来。

## 機体解説

神戸市で展示されるモニュメント

太平洋戦争末期、大日本帝国が起死回生を目的として乗鞍岳の研究所において極秘裏に建造していたロボット兵器、その28番目の設計機。
原作では敷島博士が中心となって完成を見るはずであったが、起動実験の失敗を最後に計画は中止となり、研究班は特攻機開発のため南海の孤島にある秘密研究所へと配属された。しかし研究所の存在がアメリカ軍の知るところとなり島が爆撃を受け、研究員の大半が失われた事によって鉄人計画そのものも忘れられていた。戦後になり、計画に携わったと思われる謎の覆面の男によって乗鞍岳にて完成をみる。
その後、コミックスの改訂版やアニメ化に合わせた再編集等で、正太郎の父親で科学者「金田博士」の設定が加わり、鉄人28号は金田博士が中心として戦時中に設計が行なわれ、先の爆撃で計画が頓挫したものの、戦後に戦争とは無関係に「科学者として素晴らしいロボットを完成させたい」という理由で金田博士と敷島博士の協力のもとで誕生した事になった。これによって鉄人の所有権と操縦者としての正当性を正太郎に付加したと考えられる。
現在、「原作完全版」では上記の「謎の覆面の男」、「カッパコミクス版（再編集版）」では後記の「金田博士・敷島博士」になっている。
内蔵武器や固定兵装を持たず、特殊鉄鋼による頑健さを武器とし、動力を手足等にも内蔵した補助装置（独立連動装置）により、不測の事態で手や足など各部が破損しても、出力は常に安定して稼働する事ができる。また、体格以上の怪力は連動装置の出力を練り合わせた結果であると推察されている。背部ロケットは初期設計には存在せず、ニコポンスキー率いるS国スパイが鉄人を手に入れた際に独自設計して取り付けた。ロケットの出力は戦艦を動かす程強力だが、たいてい壊れるのはロケットからである事から、鉄人本体ほどの強度や頑健さは無いものと見られる。破損に追記するならば、右腕関節が多く目立つ。手足が破壊され、もぎ取られても稼働には支障は出なかったが、さすがに片手片足では戦闘継続自体は無理だった。ロビーの怪ロボットとの戦いでは熱線が腹部装甲を貫通して内部に直撃、完全に機能を停止したこともあるが、鉄人を流用しようとしたロビーによって修理された末、奪回されている。後のファイア三世戦においては熱線に耐性を見せており、ビッグファイア博士は「特殊鉄鋼を使っているな」と分析している。
大きさは連載当初は身長3メートル程度で描かれていた。しかし、しばしば人間を手のひらに乗せて運んだりするシーンや、連載後半にはビル5〜6階相当の立ちシーンが現れるようになる。
鉄人が実現するには複数のアクチュエータと関節をフレキシブルに結合し、複数のアクチュエータが必要に応じて協調し大出力や高速動作を実現する多自由度干渉駆動技術が必要。現実にこの技術は筋電義手の研究開発を行なっている電気通信大学の横井浩史教授が研究している。
なお、後年になるに連れて、鉄人以上の優れた強力なロボットが現れ始め、これらに対して鉄人自体のパワーや性能の優位性だけで対抗する事が叶わなくなっていき、力を受け流す等の戦法や敵ロボットの弱点を推測し攻める等、敷島博士に指示を受けたり、操縦者の技術や知恵を駆使して戦うようになり、より正太郎の操縦者としての判断力や行動力が鉄人に加味されていく事になる。

### 操縦器
鉄人は小型の操縦器（リモコン）によって操縦される。ある程度の命令の範囲内での独立稼働が可能な自律思考回路も備えてはいるが、格闘戦や災害救助活動時等の精密で多様な判断が必要な場面では目視操縦が基本である。小型で簡素な割に多彩で幅広い操縦方法と、強力な操縦電波と大きな有効範囲、操縦の精密性と正確性は鉄人本体以上に価値があり、後年では鉄人本体より操縦装置の仕組みをほしがったスパイ団も登場する（にせ鉄人事件）。負傷した大塚署長やニコポンスキーでも片手で操縦できる簡易な操縦性は便利な反面、操縦器が盗まれた際は敵が鉄人を簡単に悪用できる危機を生む事になった、不乱拳博士に至っては、ものの数分で奪った鉄人の操縦方法を調べてみせ、レクチャーされた黒覆面団の首領は、すぐに鉄人を使って正太郎に追い打ちをかけた。
つまるところ、この操縦器さえあえば「誰でも強力な鉄人の力を運用できる」ので、鉄人自体が犯罪の中心になる場合が多く、誕生初期は鉄人の強力な力を狙った犯罪者の事件が二重三重で複雑な絡み合いをみせる事になる。これは鉄人自体が犯罪を呼び込んでいる状態で、大塚署長のもと警察の管理下に置かれる結果に繋がったと考えられる（これらの構図は魔人や精霊付きの魔法のランプ、魔法の壷の争奪戦に近しい）。
後年は科学技術が進んだ所為で鉄人以上のロボットが作られるようになった為か、鉄人自体が犯罪の元凶になることが激減し、警察が対処できない武装した犯罪者あるいは、ロボット犯罪や特殊な事例（巨大アリ事件・光る物体事件）等に対する切り札として用いられる事が多くなる。
実働は金田正太郎への協力要請という形らしく、自衛隊や政府からは警視庁の大塚署長経由で正太郎宛に鉄人出動要請が来る場合が多い。これはなぜか？（連載中、アニメ化にあたって金田博士等の設定が加味された為か）鉄人の所有権が正太郎に移っており、リモコンと鉄人は正太郎邸に置かれ、正太郎が個人で鉄人を運用するようになった為と見られる。ただし原作完全版では明確な設定に至る描写は見られず、他の再編集ないしアニメ版の設定と混同、踏襲されていると思われる。
原作版ではリモコンのダイアルを回して操縦するが、テレビアニメ第1作では（原作ではアンテナにあたる）操縦レバーを動かして操縦するように変更された。海外版では、ダイヤルの方を鉄人側に向ける描写がある。
原作の初期には覆面の男製のリモコンと、復員した敷島博士製のリモコンが存在し、敷島製のリモコンの方が優れており誘導電波が強い。
この二つを同時に使用すると鉄人本体が混乱して制御不能の状態で暴走する（この時は本体の受信装置が未完成のままであった）。
覆面の男のリモコンはジャネル・ファイヴが鉄人を盗む際に利用したが、奇岩城にて鉄人自身の手によって破壊されている。
その後もモンスター事件（不乱拳博士の銃撃）、ロビーのロボット事件（正太郎により撃ち壊される）、にせ鉄人事件（誘導妨害で狂った鉄人の体当たりで）などで、リモコンは幾度も破壊されており、その都度、敷島博士に修理されている。
このリモコンも少しずつ改良されており、アンテナが折りたたみのループアンテナから二本の棒状のアンテナに、スイッチも小型の複合スイッチが、少し大きめのTVの電源と音声調整つまみのような、押すスイッチとボリュームダイヤルチックなものに変わっていき、後年では前後にスイッチが増設されている。

### 弱点
鉄人の弱点は、まず第一に操縦電波が比較的容易に乱される事である。雷などの自然災害による電波妨害を受けると普段の10分の1位しか力を発揮できないらしく、自然災害の場合、全く運用できない訳ではないが、太陽黒点異常によるデリンジャー現象など予想外の事態で操縦を受け付けず暴れ出してしまった事例もある。初期には受信装置が未完成で混信しやすい所為か、雷に反応し暴れたりした為にジャネル・ファイヴには「狂人ロボットめ」と悪態を突かれている。後年では敷島博士が改良したのか、雷で暴れる事は無くなったが機能不全（ロケットが止まったり、動きがぎくしゃくした）を起こす程度になっていた。
この弱点を的確に突いたブラックオックスの電波妨害装置は鉄人にとって天敵であり、逆に鉄人が盗まれ悪事に走ったり暴れたりした際は電波妨害装置で機能不全を起こさせることで、鉄人を取り戻したりしている。
第二の弱点に運用の範囲が、目視操縦できる範囲に制限される事が挙げられる。高度な判断や状況の対応ができない場合、命令の優先順位に従って行動するらしく、大雑把な誘導や破壊行動くらいしかできない（熱源か移動物体を追いかけて破壊）。強力な敵に対しては細かい戦闘指示が必要であり、不測の事態に有効な対処を行えない。その為に操縦者の目視有効範囲外での運用がおのずと制限される。実際、目視範囲外の戦闘ではオックスやVL2号、ファイア二世に敵わず遅れを取っており、自律性の高いロボットや犯罪者が逃げ去る際も、状況が目視できない場合は追跡を断念している。カニロボットが登場した沈没船引上げの時は海底カメラで状況を見ながら操縦し勝利している。
逆に見えない敵が目視できない状況で空や海底に殺到する時、正太郎や敷島博士は容赦なく鉄人を敵がいるあたりに適当に暴れ込ませる、「暴れ回れ！」戦法に出る事が多いので、見えないからと侮ると痛い目に遭う事もある。
第三の弱点は操縦者がおおよそ無防備なことである。正太郎自身も遠隔操縦ロボット戦において「ロボットより、操縦者を倒す方がはやい」と発言している。これは外部内部問わず、人が操縦するロボット全般の弱点と言えなくもないが、鉄人の物語ではリモコン操縦者は先の目視範囲内に留まっている場合が多いために操縦するロボットの近くにいる事が多く、内部操縦のように装甲の中に守られている訳ではないので（内部操縦の場合は、ロボットの動きや敵の攻撃等の衝撃を緩和する機構も必要になるなど、また別の問題が生じる）、強靭なロボット本体より生身の人間の方が攻撃しやすいためである。
この「ロボットより、操縦者を倒す方がはやい」戦法は手を変え品を変え、敵も味方も問わず用いられるが、砂漠の国王軍に相対した正太郎の鉄人の操縦者被弾擬態作戦など、操縦者の対処次第で戦術的に補う事も可能で、このような駆け引きが本作品の面白さともなっている。例外として身体能力が強化された超人間ケリーの存在がある。彼は銃弾やロボットの格闘戦に恐れる事無く、自身の能力を利用した操縦と、近距離からの事細かな指示をギルバートに与えることで正太郎の操縦技術を上回り、鉄人を追い詰めた。

## 派生作品における鉄人28号

### 1963年テレビアニメ版第1作
テレビアニメ第1作の鉄人28号は、戦時中、旧日本軍にロボット軍隊を作るよう命令され、金田博士と敷島博士が三角岳の秘密研究所で完成させていたロボット。終戦には間に合わずそのまま保管され10年以上の年月が過ぎていたが、これを手に入れようと白覆面の男やPX団が研究所を襲撃し、混乱の中で起動されてしまい暴走する。当初は悪用されることを恐れて無線操縦器が造られていなかったが、暴走した鉄人を制御するために急遽、敷島博士によってリモコンが製作されている。（以上、第1話より）
背中のロケットエンジンは、S国スパイ団が鉄人を奪った際に取り付けられ運用されていたものを入手し、研究改良の末にあらためて装備された（第3、4話）。これによって空中や水中でも行動が可能となった。鉄人の動力については特には触れられてはいないものの、電気と考えられる描写がある。

### 実写テレビドラマ版
実写テレビドラマ版に登場する鉄人28号は、旧日本軍の軍部命令を受けて法師が岳の研究所において敷島博士を中心とする技術陣が数か月の努力の末に建造していたロボット兵器、その28番目の設計機。身長はわずか2メートル程度で胴体は樽型、頭部が太い。両手は動かすことはできない。両耳にアンテナが付いており、フランケンシュタインのごとく両手を上げながらのろく歩行する。目から怪光線を出す。第7話からは胴体が伸び、両腕が大きくなり、頭部も原作に近いデザインに変更、怪光線も胸から出すようになる。第13話で仮面団のロケットを取り付け、飛行可能になる。

### 1980年リメイク版テレビアニメ
テレビアニメ版第2作『鉄人28号（太陽の使者 鉄人28号）』に登場する鉄人28号は、金田正太郎の父・金田賢太郎博士が、来るべき時代のあらゆる事件に対応できるロボットとして開発し、博士亡きあと敷島大二郎博士の手によって完成された巨大ロボット。
身長20メートル、体重25.8トン。
この作品では上記のほかにも以下のような詳細なスペックが設定され、各誌各媒体で紹介された。
胸囲14.5メートル、腕の長さ7.54メートル、首の太さ6.61メートル、腕の太さ6.02メートル、足の太さ6.73メートル、足の長さ10メートル、衝撃力6,200トン、キック力3,500トン、粉砕力4,800トン、絞力5,500トン、腕力4,600トン、飛行速度マッハ4.02、高度42万キロメートル、航続距離・無限、航続時間・無限、耐重力700G、歩行速度 時速60キロ、走行速度 時速300キロ、跳躍力50メートル、泳速度30ノット、握力200トン、歩幅7.2メートル。
なお、第29話ラストシーンでは画面に“身長…20メートル 体重…25.8トン パワー…6200トン 速度…マッハ4.02 操縦者…金田正太郎”とのクレジットが表示されている。
ボディは特殊な超合金でできているため（第4話ほか）極めて堅牢である。リモコン（「ビジョンコントローラー」…後述）で操縦され、直接搭乗するパイロットはいない。動力源は太陽エネルギーであり、搭載されている太陽エネルギー転換装置によってそれを増幅している。また、敷島博士が開発した独立連動システムが体の内部7箇所（首・胴・手・脚）に搭載されており、たとえ機体の一部が破壊されても運用に影響を受けず、パフォーマンスを落とすことなく持続的な稼働が可能。この2つの機能こそ鉄人が強力なパワーを発揮できる秘密であり、他のロボットに無い大きな特徴となっている。必殺技はハンマーパンチ、フライングキック、ローリングアタックなど。普段は敷島博士の研究所兼自宅の、テニスコートの地下にある格納庫に収納されている。敷島博士いわく、「平和の使者」であるという金田博士の理念にもとづき武装は施されていない（第10話）。背部の飛行装置により、空中を自在に飛び回るだけでなく、海中での行動も可能である。
リモコンは“ビジョンコントローラー”と呼称される、ふだんはアタッシュケースの形で持ち運ばれるが、鉄人を操縦する際にはケースを展開してアンテナを伸ばし、起き上がった2本の操縦桿を握って行う。その中央にはレーダースコープや各種計器類、さらに鉄人のアイカメラ（暗部での視界確保用の照明装置「センサーライト」を併設）からの映像を映し出すモニターなどが配置されている。操縦電波は7つの電波を1つにまとめたレインボーウエーブと呼ばれる特殊な電波で、妨害されにくくなっている（第10話）。また、水中深くに落としても機能に何ら支障が生じなかったことから、高い防水性が窺える（第18、34、47話）。
なお、なぜ“28号”であるのかといったネーミングの理由は、本作ではいっさい語られていない。また、鉄人の操縦者が正太郎でなくてはならない理由も（鉄人が正太郎の所有となっていることも含めて）いっさい説明されていない。

### 1992年新作続編版テレビアニメ
テレビアニメ版第3作『超電動ロボ 鉄人28号FX』に登場。
鉄人28号FX
全高18メートル（20メートル）、全幅12.5メートル、重量24.8t（25.8トン）、最大速度130km/h、最大起重8.2t。
52歳となった金田正太郎の妻で、榊財団会長の一人娘である科学者・金田陽子が、財団の財力を後ろ盾に旧鉄人や新・鉄人1-27号のノウハウを注ぎこみ、「新・鉄人計画」の集大成として金田ロボット工学研究所が造り上げた28番目の鉄人。
「FX」とは「Future X（未知なる未来）」の意味（第13話）。
当初は正規の操縦者が決まっておらず、金田探偵事務所のメンバーである夏樹三郎がパイロットとして最有望視されていたが、正太郎の息子・金田正人がFXの性能をスペック以上に引き出した実績から（第4話ほか）、のちに彼が正式な操縦者となる（第22話）。
これまでの他の作品における鉄人28号と同様に武装は施されてはいないものの、全身に配置された48個の（第41話）超電動サーボが生み出すエネルギーを一点に集中する超電動システムによって、強大な超電動パワーを発揮する（第13話）。超電動パワーをONにして放たれる超電動パンチ、超電動キックなど数多くの必殺技を持ち、即興で指示された「超電動空手チョップ」（第5話）などの突飛な命令に対しても的確な行動をとる。超電動システムの発動には金田陽子博士が新開発した超電動マイクロチップの搭載が欠かせないが（第13話）、第8話の時点で（鉄人28号FXに搭載されているものを含めて）まだ全世界に3つしかない貴重なものであった。また、この特殊チップは搭載するだけで「通常のロボットより3倍速く動けるようになる」（第8話）という優れた機能も持っている（第8話）。
旧鉄人28号と異なり単体では空を飛べないが、鳥形メカ・鉄人17号フェニックスと超電動合体することで、空中や宇宙を飛行する事が可能になるほか、鉄人10号X-レイとの超電動合体で水中戦にも対応できる（第30話）。なお、鉄人17号フェニックスについての詳細は、超電動ロボ 鉄人28号FX#鉄人17号フェニックスを参照。
機体制御は光線銃型の操縦器グリッドランサーに音声入力する事で行われる。コントロールパネルにパスワードを入力し（第2話）、簡単なコマンド入力と音声による指令（第10話）を、引き金を引くことで光線とともに発射、FXの額に位置するセンサーがそれを受信する事で実行される（第24話）。この出力は調整する事が出来、最大出力では遠隔地（あるいは位置が特定できていない状況）でFXに命令を伝える事が可能なうえ（第25話）、レーザー光線を発射する武器として使用することも可能（第1、3、21、27話など）。また、グリッドランサーにはディスプレイ（メインコントロールパネル）も装備されており、FXの視線が捉えた映像を表示して遠隔操縦することもできる（第18、25話など）。グリッドランサーの開発は鉄人1号の段階から始まっていたもののその形は様々で、ヘッドセット型（鉄人21号）やバイザーインカム型（鉄人25号）、ブレスレット型（鉄人29号ブラックオックス）や腕に装着するタイプ（鉄人18号、24号）など、光線銃タイプではないものも多い。それらを除いた、特殊機能のない鉄人には光線銃タイプの汎用コントローラーが用いられている。なお、グリッドランサーを中心とした半径10m以内の安全（=操縦者の身の安全を守ること）を最優先する「電波発信源防衛システム」というプログラムが施されている（第3、4、23、46話など）。
初代・鉄人28号
もともとは第2次世界大戦中に旧日本軍が開発していた秘密兵器であり、正太郎の父・金田博士と、その友人だった敷島博士が共同開発したロボット（第24話）。かつての活躍から40年以上経った今も現役で稼働しており、主に正太郎（エピソードによっては正人や三郎も）が操縦する。
パワーでは新型ロボットに劣るが、操縦者の技量次第である程度なら渡り合うことが出来、鉄人28号FXとブラックオックスの2体を圧倒したメタルサタンを単機で押さえ込む活躍を見せたこともある（第33話）。リモコン（3式テ号鋼鉄人間電磁波操縦器）の上部の2つの突起（アンテナ）はレバーではなく、本体の両脇にある取っ手を握って正面（パイロット側）に2つある8方向キーとして働くボタンを親指で、裏側にある3つの大きな丸いダイヤルを人差し指で操作して鉄人を操縦する。

### 2004年版テレビアニメ
テレビアニメ版第4作『鉄人28号 (2004年版アニメ)』では、旧日本軍が連合軍に対して起死回生の切り札として立ち上げた「鉄人計画」によって生み出された人型兵器。身長18メートル。
開発者である金田博士によって、東京大空襲で死んでしまったと思い込んでいた息子・正太郎の名前が付けられ、我が子を育てるかのように造り上げられた28番目の鉄人（第2話）。
だが、いつしか鉄人の力に畏怖を覚えた金田博士は、敵国に鉄人の開発場所である南方の秘密基地の所在地を漏洩。爆撃によって金田博士と共に葬られた、と思われていた。
しかしそれから10年後。敷島博士が自身の造り上げた鉄人27号の起動実験の際に、28号のリモートコントロール回路を使った事によって覚醒。巨大砲弾によって東京に飛来し、そこで金田正太郎と出会う。この時は誰にもコントロールされることのないまま、失われていた左腕（あるいは一緒に保管されていた操縦器）を取り戻そうと暴走し、邪魔をする鉄人27号を倒すなど、あたかも自らの意思で行動しているかのように振る舞っているが、そのようなプログラムがされていたかなどの説明はいっさいなく詳細不明。そもそも誰が（鉄人を葬ろうとしていたはずの金田博士が？）なぜ鉄人を砲弾に格納していたのか、鉄人の左腕はなぜ外されていたのか、といった説明もされていない。（以上、第1、2話）
ロボット草創期に開発されたロボットであるが、その完成度は高く最新型のロボットとも互角に戦える性能を持っている。武装は一切装備していないが、鉄筋コンクリートのビルや敵ロボットを砕く怪力（ゲーム版のスタッフが100万馬力のパワーと発言した事もある）を持ち、このパワーを生かした肉弾戦を得意とする。また、銃弾やダイナマイトの爆発でも装甲には傷一つ付かない頑健さも鉄人の武器である。さらに、起動時等の大パワーを発揮する際に、全身から副作用として強力な放電をする描写があり（第2話など）、鉄人のそばに不用意に近づくと感電死する危険性がある。
鉄人28号のリモコンは所在不明だったが、砲弾が日本に飛んできて鉄人が起動した際に、敷島重工に保管されていた左腕の握った手の中から発見された（第2話）。操縦はリモコンの手前にある3つのダイヤルを操作することで行う。上部の2本の突起は送信部ということらしいが（実際に劇中でその突起から電磁波らしきものを発信する描写こそ随所にあるものの）、白黒アニメ版と同様に操縦レバーのように操作しているシーンも多く見られる（第3 - 6話ほか）。また、時としてリモコンを操作せず音声だけの指示に、鉄人が返事をして従っている描写もあることから（第6話など）、ある程度の音声入力操作も併用されている可能性がある。背中のロケットエンジンは原作とは異なり、設計段階から取り付けられていた（ビッグファイア博士が制作した）。これによって音速を超えた速度での飛行が可能。ロケットの推進力とパンチ力を合わせた突進技は鉄人の技の中でも最大級の破壊力で、鉄人と同クラスの装甲を持ったロボットであるバッカスを一撃で破壊している（第8話）。
制御系には独立連動機構が採用されており、胴体と四肢で制御系が各々独立している。そのため片腕が破損する程度であれば全体の動作に影響は出ない。
優れたロボットであるが、量産機の試作先行型である。つまり鉄人28号を元にした量産機を多数製造し、敵国に巨大砲弾で撃ち込む事が鉄人計画の真の目的であった（第2話）。
また劇中では苦戦することが多く、パワー負けや装甲の損壊も多かった。
物語終盤のファイアIII世との戦闘において、体内に太陽爆弾という旧日本軍の最終兵器が内蔵されている事が明らかになる（第22話）。太陽爆弾とは新元素バギュームを搭載する事により、地球上の全生命体が以後60年間生息不能となる環境を作り上げる事が出来る最悪の兵器で、鉄人はこの太陽爆弾を通常動力として使用していた事が判明する。ただしそのエネルギーとしてバギューム以外のエネルギーが使われていたことから、兵器としての鉄人28号はバギュームを用いることで初めて完成すると言える。
バギュームをエネルギー源とした鉄人は、黒部ダムを襲った数百機のブラックオックス相手に対等に戦える圧倒的なパワーを得ていた（第25、26話）。
太陽爆弾として完成した鉄人は、いずれは爆発してしまうため役目が終われば溶鉱炉で溶かさねばならず、正太郎は最後まで鉄人にバギュームを搭載する事を拒んでいたが、日本の危機と村雨健次の説得によって、ついに太陽爆弾を完成させる決意をする。ブラックオックス軍団の殲滅後、黒部ダム内に建造されていたブラックオックス製造工場の溶鉱炉から漏れ出した溶鉄によって鉄人を溶かそうとする正太郎だが、太陽爆弾の力に魅了されたベラネードが操縦器を破壊してしまう。人との繋がりを断たれ、制御不能に陥った鉄人は進路上にいたベラネードを踏み潰し、更に正太郎をもその手にかけようとする。正太郎は鉄人の手で殺されることが自らの受けるべき罰と悟るが、鉄人はまるで意志を持っているかのように崩壊する溶鉱炉から正太郎を庇い、溶鉄を浴びて融解する。その赤く、黒い残骸は、平成と呼ばれる今も黒部ダムの湖底から日本を見つめ続けているという。
資料によっては「今川版鉄人」と称されることもある。

### 2005年実写映画版
『鉄人28号 (実写映画版)』に登場した鉄人は、太平洋戦争末期、軍事用ロボットとして正太郎の祖父・正吾郎が原型を作り、戦後に父・正一郎博士があらためて平和利用目的で造り上げたロボット。
全長20メートル、重量20.8トン。
リモートコントローラーで遠隔操作され、カメラアイである目は起動時は黄色、戦闘時は赤、機能停止時は青に変化する。武装はされておらず、当初は飛行能力も無かった。
ブラックオックスとの初対決では正太郎の不慣れな操縦もあって完敗を喫するが、マサチューセッツ工科大学から招聘された天才美少女科学者・立花真美による強化改良を施されパワーアップ。カラーリングもライトグレーからブルーへと変更された。当初は操縦桿（スティック）のついた箱型のリモートコントローラーで遠隔操作されていたが、改良後は小さなラグビーボールのような形のコンパクトな新型リモートコントローラーとなったうえに、操縦者が装着したバイザーを通して、鉄人のカメラアイが見た景色を見て（鉄人の視点で）操縦することができるようになる。また、背部にロケットエンジンが増設され、空を飛ぶことにとどまらず大気圏突破すら可能となった。さらに、ブラックオックスのEMP攻撃に対処するために対電磁波バリアー（対EMPプロテクト）も装備された。こうした改良の一方で、どのような原理で、かつ何のためかは説明されていないが、鉄人の受けたダメージが操縦者にフィードバックされる仕組みも導入されている。
なお、正太郎を鉄人と引き合わせた綾部達蔵老人によれば、「鉄人を動かしてブラックオックスを倒せるのは、直感像資質を持つ正太郎しかいない」とのことだった。

### 2007年新作劇場用アニメ版
映画『鉄人28号 白昼の残月』に登場した鉄人28号の全高、重量等は2004年版アニメと同じ。
金田博士が戦時中、養子のショウタロウと共に南方の島国で開発した旧日本軍の最終兵器。
『白昼の残月』のストーリーは他の派生作品と独立しているのだが、鉄人が東京に飛来した理由や黒部ダムの湖底に沈むという末路などの基本設定は2004年版に準じている。ただし、設定資料集には”太陽爆弾は内蔵されていない”とも記載されているため、どのような経緯で黒部ダムに沈んだかは不明。
敵ロボットの装甲を一撃で破壊する馬力と、核爆弾に相当する威力を持つ廃墟弾の余波に耐える装甲を持ち、背中のロケットで空を縦横無尽に飛ぶ事が出来る。
物語の中盤、廃墟弾を処理しようとした際に至近距離で爆発の余波を受けて溶融し、包帯で応急処置を施されたり、片目が潰れるなどしたが、動作に支障をきたす事は無かった。
作中のロボットの中では間違いなくトップクラスの性能を持っているのだが、本編中で正太郎は鉄人を完全には使いこなせておらず、廃墟弾を守るために3体のB-89と戦った時には苦戦を強いられ、モンスターとの戦いでは小型モンスターの大群により動きを封じられて廃墟弾を奪われている。対して「兵器としての鉄人」の操縦士として正規の訓練を受けていたショウタロウによって操られた時は、B-89を3体まとめて瞬殺し、原作では鉄人を圧倒する性能を持つバッカス、ギルバート、サターン、VL-2号を（廃墟弾の影響で機体が半ば溶融した状態であるにもかかわらず）破壊し、圧倒的な強さを見せた。
劇中ではショウタロウの「廃墟弾の在処は鉄人が知っている」という言葉通り、たびたび制御不能になって都内地下に秘匿された廃墟弾を掘りだすという行動を続けていたが、実際には暴走していたわけではなく、ショウタロウの持つもう一つの操縦器によって操られていた。
武装は一切持たないが、ショウタロウは初撃の右ストレートで敵をぶち抜き、二撃目の左アッパーで突き上げてとどめを刺す連続技を披露しており、これが本編中における鉄人の必殺技のような扱いになっている。また、この動作でサターンを破壊する様子や、バッカスとの空中戦を目撃した正太郎は、鉄人は暴走しているのではなくショウタロウが操縦していることを看破した。
物語の終盤では再び正太郎が操縦。大鉄人への潜入を図るショウタロウを援護すべく、自らより遥かに巨大な大鉄人の腕を押さえこむ活躍を見せた。その後、自爆装置が起動した大鉄人からショウタロウを救出すべく正太郎を手に乗せて艦橋へ突撃したが、自らの死を選んだショウタロウに操縦器を破壊されて地上に降ろされ、救出を果たす事は出来なかった。物語の結末では操縦器ともども修理され、一連の事件で破壊された東京の復興に励んでいた。

### 2004年リメイク漫画版
『鉄人28号 皇帝の紋章』における鉄人28号は、原作同様旧日本軍の秘密兵器として作られるが、日本の敗戦を予測していた金田博士によってあえて武装を搭載されず、戦後のために巨大な「人」として建造された。
もともとは工兵としての活用が考えられていた鉄人だったが、装甲に使われる特殊鉄鋼の開発の成果が、軍部に本格的軍事用ロボット製造へと舵を切らせる。そして、この計画に携わった不世出の天才科学者・金田博士は、鉄人28号に数々の革新的な発明を搭載させた。そのひとつ独立連動（運動）システムは博士の指示のもと、弟子の敷島博士が設定したもので、個々の関節に独立したエンジン（電磁モーターと推測される）を配置することにより、たとえ腕部や脚部など一部が破損しても全体の能力に全く影響を与えない。動力部及び電子頭脳にいたっては、敷島博士にも解析できないブラックボックスとなっている。後世にて「松井一郎」なる人物が鉄人の研究を行っており、「鉄人に燃料が補給されたことは無く、落雷によって起動した（しかもその後も何度か雷の直撃を受けている）」、「金田博士は謎の”石版”を独りで加工していた」という証言や記録から、動力には強力な電気が使われており、その動力炉は常温超伝導システムによる蓄電器であること、電子頭脳にはダイオードが使用されている可能性があること、そしてその双方を金田博士が独自に発明したとすれば、そのようなオーバーテクノロジーをどうやって実現化したのかまったく謎であることなどを指摘している。
リモコンの形は原作に近いが、2本のレバーは明確に「操縦捍（ジョイスティック）」としてデザインされており、半自動モードでは前後のみ、完全手動モードでは四方に動く。複数のモード切り替え等（作中の時代背景と比較して）複雑な操縦体系を有するため、使いこなせるのはほぼ正太郎のみ。モニターがないにもかかわらず本体からレバーに帰ってくるフィードバックを元に操縦したり、水中モード時のクロールの動きを投擲に応用するなどの「裏技」すら披露している。また、妨害電波発生装置を搭載したブラックオックスとの戦いでは操縦器と鉄人をコードで接続、操縦器を搭載したジープ上から有線操縦を行えるように改造が施され、有線と無線を切り替えるトリッキーな戦術でオックスを翻弄している。
「皇帝の紋章」の謎を解き明かすために、紋章を狙って世界各国から差し向けられたロボットと交戦。その後、全面核戦争を引き起こそうとする人工知能ロビー操る核弾頭搭載型ロボット「溶鉱炉（シュメルツ・オーフェン）」と戦うも、圧倒的なパワーの前に窮地に陥った。シュメルツ・オーフェンが巨大な核ミサイルとなって宇宙空間に打ち上げられようとするに及び、万策尽きた正太郎は両足をもぎ取って軽量化した鉄人をしがみ付かせ、操縦器と大破したブラックオックスの電波発信装置を繋いで操縦電波を増幅し、宇宙空間で核を爆破させるという捨て身の戦法を取る。しかし、宇宙空間に辿り着いたものの鉄人は沈黙。ロビーは「もう操縦電波は届かない」と嘲笑いながら鉄人を引き剥がそうとすると、鉄人はまるで意思を持っているかのごとく再起動し、頭上で輝く地球に向けて伸ばすかのように手を振り上げて拳を固めると、その拳をシュメルツ・オーフェンに打ち込んだ（この行動が正太郎の操作によるものなのかは定かでない）。地上で核の爆発が観測された直後、操縦器の反応も停止するのであった。

### 2006年リメイク漫画版
『鉄人奪還作戦』における鉄人28号は、戦時中に旧日本軍が計画していた鉄人計画を再利用した、21世紀の鉄人計画で作られた。実写映画版同様に平和利用目的で作られた作業用ロボットだが、Dr.T（平京興博士）の開発した「無限動力」が組み込まれ、機動力は本来の20倍に増加、エネルギー切れの心配を解消している。PX団が技術者達を拉致して完成させたが、正太郎等の活躍で技術者たち諸共奪還され、以降は正太郎が操縦することになる。リモコンは原作のものとは大きく異なり、ポータブルオーディオプレイヤーの様な薄型である。
なお、当初はロケットブースターは装備されていなかったが、第2巻以降に装備される。ただし、ロケットは無限動力の恩恵を受けられないため、飛行には時間制限がある。これが本作での鉄人の弱点となっている。